# Dnepr-højlandet
Dnepr-højlandet eller Cisdnepr-højlandet (ukrainsk: Придніпровська височина) er en sydøsteuropæisk slette, der omfatter territoriet mellem floderne Dnepr og den Sydlige Buh i det centrale Ukraine. Højlandet ligger i oblasterne Zjytomyr, Kyiv, Vinnitsja , Tjerkasy, Kirovohrad  og Dnipropetrovsk.
Mod nord ligger det Polesiske lavland, mod syd ligger Sortehavslavlandet, den østlige grænse udgøres af Dnepr. Vest for Dnepr-højlandet ligger højlandene Podolien og Volhynien. Gennemsnitlige højder i den nordlige del varierer mellem 220-240 moh. der i den sydlige del ikke overstiger  150-170 meter. Det højeste punkt er på 323 moh i  den nordvestlige del. Fremtrædende træk ved højlandet er bl.a.  Kyivbjergene og Kaniv-bakkerne.
Områet er udsat for ændringer forårsaget af oversvømmelser  af afvandingsområdet og med dybe (op til 80-90 meter) nogle gange kløftlignende floddale  og kløfter. Et særligt tæt netværk af kløfter og kløfter er i Cis-Dnepr-delen af højlandet, især i bakkerne i Kaniv.
Højlandet indeholder en række mineraler, herunder jern, mangan, granit, grafit, brunkul, kaolin osv.